# Бусирис
Бусирис или Бузирид (грч. Βούσιρις, лат. Busiris) је име митског египатског краља, сина бога мора Посејдона и египатске краљице Лисијанасе.

## Митологија
Бусирис је на престолу заменио свога деду Епафа, који је према грчким митовима био први египатски краљ. Када је дошао на власт у Египту је завладала велика суша и наступило је девет неродних година.
Девете године Бусирис је позвао познатог кипарског врача Трасија, који га је посаветовао да сваке наредне године жртвује по једног странца у славу бога Зевса. Бусирис је одмах заробио врача Трасија и жртвовао га као првог, а затим је наредио да се зароби сваки странац који пређе границе и крочи ногом у Египат.
И тако година за година, док у Египат, на походу за златним јабукама из врта Хисперида није дошао Херакле. Бусирис је заробио Херакла, а када га је довео до жртвеника; Херакле је раскинуо ланце, убио Бусирисовог сина Амфидаманта, а затим и Бусириса.
Од тог времена је Египат престао бити земља у којој је странце вребала смртна опасност.